# كريس جيبسون
كريستوفر باتريك «كريس» جيبسون (بالإنجليزية: Christopher Patrick "Chris" Gibson)‏ (ولد في 13 مايو 1964 في روكفيل سنتر، نيويورك، الولايات المتحدة) سياسي أمريكي وضابط سابق في جيش الولايات المتحدة وعضو الحزب الجمهوري الذي انتخب عضوا في مجلس النواب الأمريكي عن المقاطعة التاسعة عشر في ولاية نيويورك من 2011 إلى 2017.
انضم جيبسون إلى جيش الولايات المتحدة في عام 1986 بعد تخرجه من كلية سيينا. خدم في حرب الخليج الثانية وكوسوفو وغزو العراق ورقي إلى رتبة العقيد. بعد ذلك قام بتدريس سياسة الولايات المتحدة في ويست بوينت وكان زميلا في شؤون الأمن القومي في مؤسسة هوفر في جامعة ستانفورد. حصل على أربع ميداليات النجمة البرونزية ووسام القلب الأرجواني من بين الجوائز الأخرى بينما كان في الجيش. كما أنه حاصل على درجة الدكتوراه في الحكومة من جامعة كورنيل. في عام 2008 نشر كتابه الأول بعنوان تأمين الدولة الذي قدم عرضا عاما عن صنع القرار المتعلق بالأمن القومي.
تقاعد من الجيش في عام 2010 للترشح للكونغرس حيث هزم الديمقراطي الحالي سكوت ميرفي بنسبة 55٪ من الأصوات. أعيد انتخابه في عامي 2012 و2014. في يناير 2015 أعلن جيبسون وهو مؤيد للفترات الزمنية القصيرة أنه لن يسعى إلى إعادة انتخابه في عام 2016. كان جيبسون مرشح محتمل لمنصب الحاكم في عام 2018. يشغل وظيفة أستاذ زائر في الدراسات القيادية في كلية ويليامز منذ فبراير 2017.
خدم على سبع فترات خارج الولايات المتحدة منها أربع جولات قتالية في العراق فضلا عن جولات منفصلة في كوسوفو وجنوب غرب الولايات المتحدة في مكافحة المخدرات وأحدثها نشره إلى هايتي بعد الزلزال حيث قاد فرقة القتال الثانية التابعة للفرقة الثانية المحمولة جوا خلال الشهر الافتتاحي للجهود الإنسانية هناك.